# Alphus similis
Alphus similis là một loài bọ cánh cứng trong họ Cerambycidae.